# Commelina coelestis
Commelina coelestis är en himmelsblomsväxtart som beskrevs av Carl Ludwig von Willdenow. Commelina coelestis ingår i släktet himmelsblommor, och familjen himmelsblomsväxter. Inga underarter finns listade.

## Bildgalleri

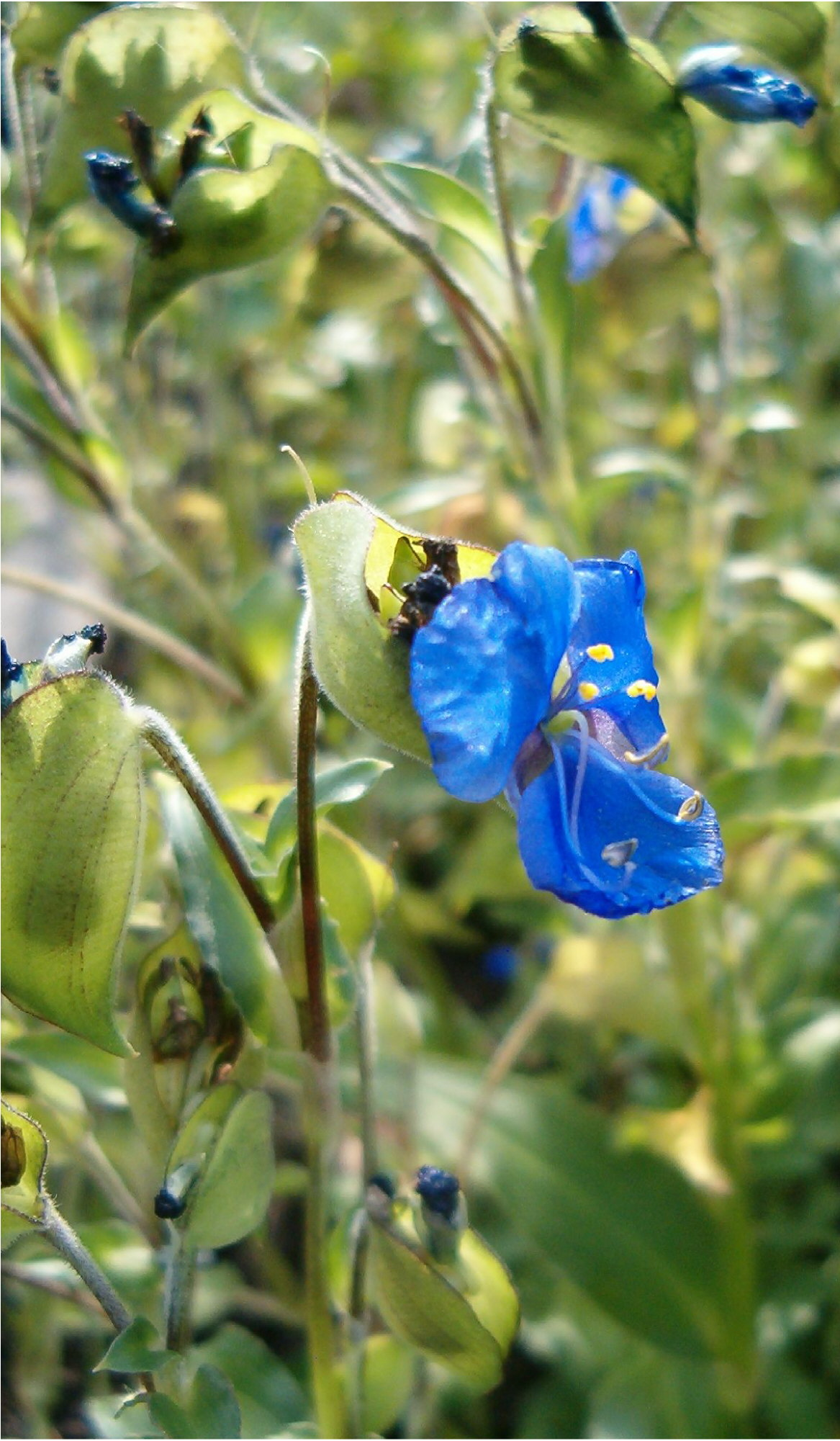
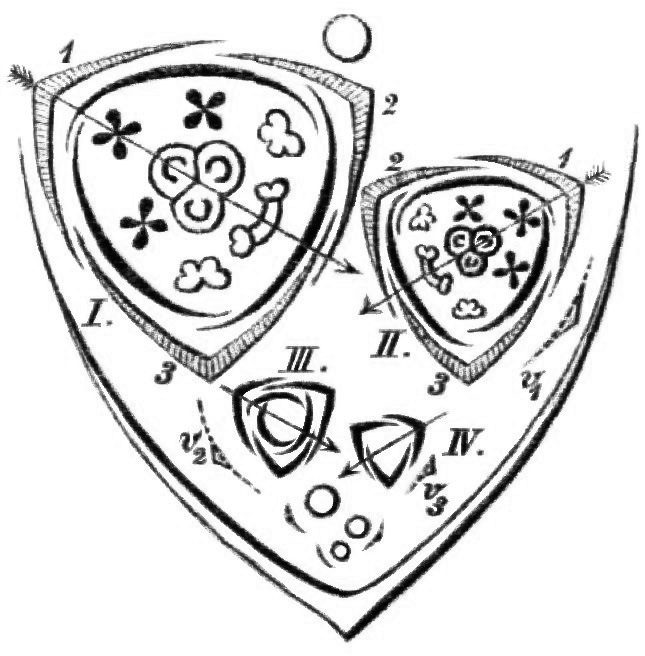
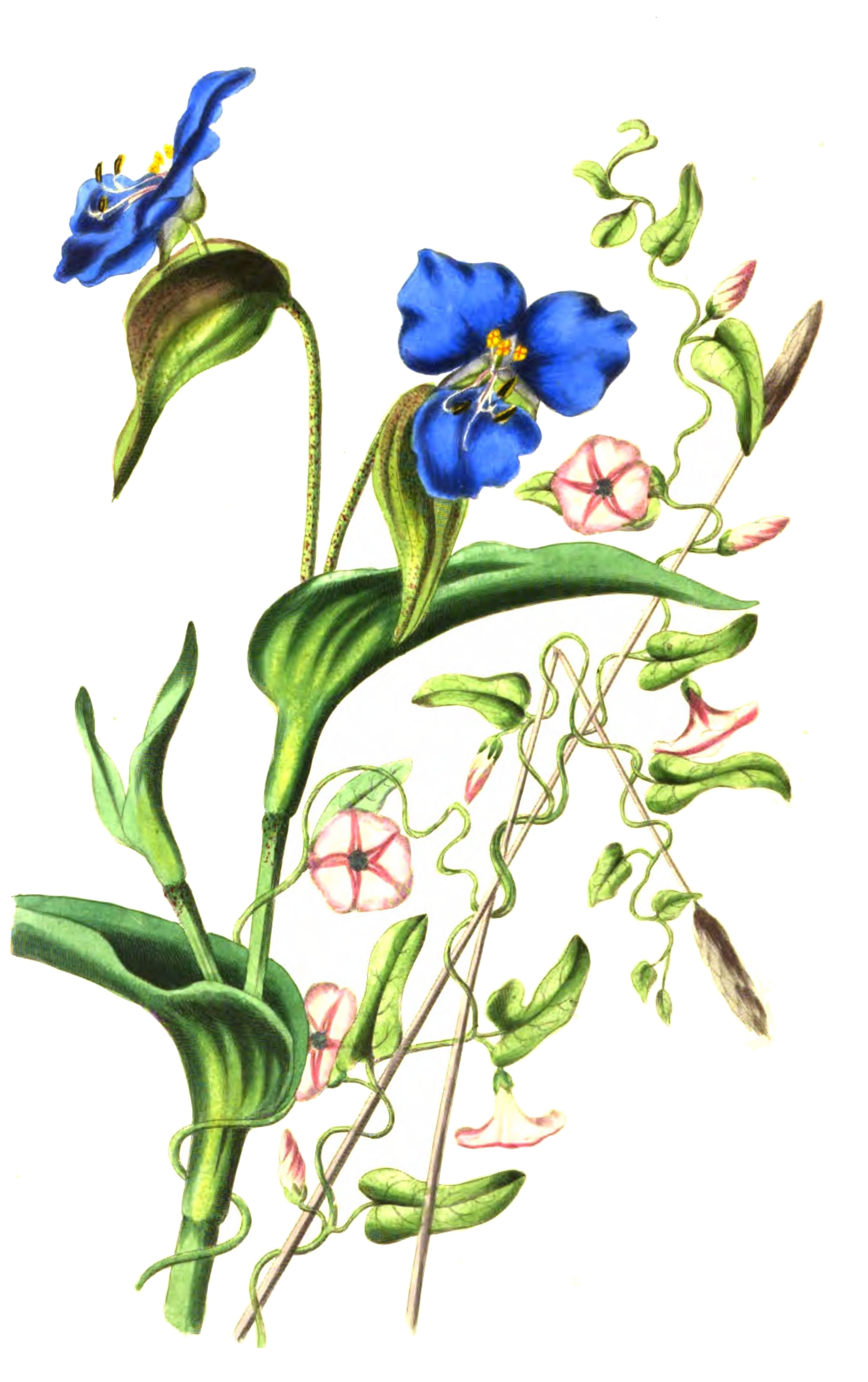